# João Pessoa (político)
João Pessoa Cavalcanti de Albuquerque (Umbuzeiro, 24 de enero de 1878—Recife, 26 de julio de 1930) fue un político brasileño.

## Biografía

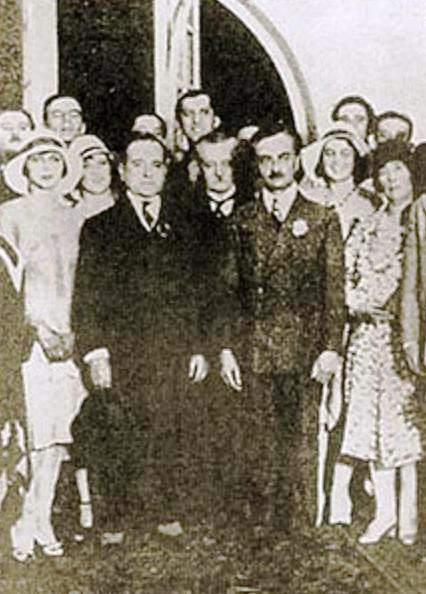
Getúlio Vargas y João Pessoa, poco antes de la Revolución de 1930.

Hijo de Cândido Clementino Cavalcanti de Albuquerque y Maria de Lucena Pessoa (hermana del expresidente de la República Epitácio Pessoa), hizo sus primeros estudios en Umbuzeiro. En 1889 fue llevado a la ciudad de Guarabira, en el interior paraibano, con su tía paterna, Feliciana Cavalcanti de Albuquerque, casada con el capitán del ejército Emílio Barreto. Pronto, con el traslado de sus familiares, fue a parar a Río de Janeiro, estado de Bahia. En 1894, João Pessoa vuelve a Paraíba e ingresa en el Lyceu Paraibano. Más tarde se incorpora voluntariamente en el 27º Batalhão de Infantería. Se gradúa como bachiller en Derecho por la Facultad de Derecho de Recife en 1904. 
En 1905 se casa con Maria Luiza de Souza Leão Gonçalves, hija del senador y exgobernador Sigismundo Antônio Gonçalves.

## Trayectoria
Fue ministro civil del Superior Tribunal Militar, cargo del que dimitió para presentarse a la presidencia del estado de Paraíba en 1928. João Pessoa fue elegido presidente del estado de Paraíba. 
Negó su apoyo al candidato oficial a la presidencia de la República Júlio Prestes, el 29 de julio de 1929. A continuación, participó en las elecciones de 1 de marzo de 1930 en la candidatura de Getúlio Vargas como candidato a la vicepresidencia. Era una lista opositora, impulsada por un nuevo partido, la Aliança Liberal, pero fue derrotado por el candidato Júlio Prestes. Pessoa sufrió la derrota en sus propias carnes. A los pocos meses padeció en Paraíba una revuelta, apoyada por el Gobierno Federal.

## Revolta de Princesa
El coronel José Pereira, que apoyaba a Júlio Prestes, inició una revuelta en la ciudad de Princesa contra el gobierno de Pessoa. Al mismo tiempo, ganaba fuerza en el partido Aliança Liberal la propuesta interna de derribar a Washington Luís a través de un movimiento armado. João Pessoa rechazó esa solución, pues su preocupación giraba en torno a la Revolta de Princesa. Ordenó registros en los domicilios rebeldes y en uno de esos registros la policía encontró cartas íntimas de João Dantas, aliado de José Pereira, que fueron publicadas por la prensa, causando un gran escándalo en la sociedad paraibana.

## Muerte

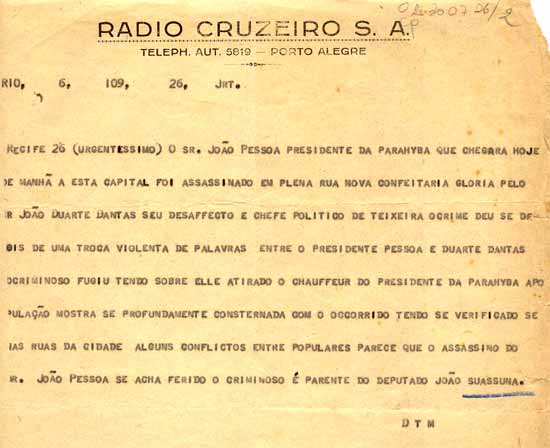
Telegrama de la Radio O Cruzeiro, anunciando el asesinato.

Días después, en el mes de julio, en un viaje a Recife, João Pessoa fue asesinado por dos tiros de pistola descerrajados por João Dantas en una cafetería de la capital pernambucana.

## Reconocimientos
La ciudad de João Pessoa, capital del estado de Paraíba, es llamada así en su memoria.